# Ďáblický háj
Ďáblický háj je parkově upravený smíšený les, který se rozkládá v Praze na území Ďáblic a Kobylis na kopci Ládví mezi čtvrtěmi Kobylisy, Horní Chabry a Ďáblice. Malá část území nedaleko vrcholu kopce je chráněna jako přírodní památka Ládví; u vrcholu stojí geodetická věž. Na severovýchodním okraji se nachází Ďáblická hvězdárna, od níž je nádherný výhled.

## Historie
Až do roku 1960 náležel celý tento les do katastru Ďáblic, poté byl téměř celý připojen k Praze a tato jeho část začleněna v jejím rámci do Kobylis. Poté, co byly roku 1968 připojeny k Praze i samotné Ďáblice, došlo později k navrácení značné části lesa do katastru Ďáblic, přičemž v katastru Kobylis zůstala pouze jeho menší část.

## Turistika
Skrz háj vedou tři turistické značené trasy KČT. Žlutě značená trasa  6008 vede od Zdib přes staré Ďáblice kolem hvězdárny k tramvajové konečné Vozovna Kobylisy. Zeleně značená trasa  3108 vede od tramvajové konečné Sídliště Ďáblice přes vrchol Ládví rovněž k tramvajové konečné Vozovna Kobylisy, odkud pokračuje dále přes Čimický háj do Troje k zoologické zahradě. Modře značená trasa  1105 vede od konečné tramvají v Kobylisích přes Přírodní památky Okrouhlík a Prosecké skály, podél Rokytky Přírodní památkou Smetanka k vrchu Tábor a do Starých Malešic. Ačkoliv zde nevede žádná značená cyklotrasa (pro cyklisty je vyznačena pouze odbočka z Květnové ulice v Ďáblicích k hvězdárně), je les vhodný i pro cyklistiku. V zimním období je les hojně využíván také pro běžecké lyžování.

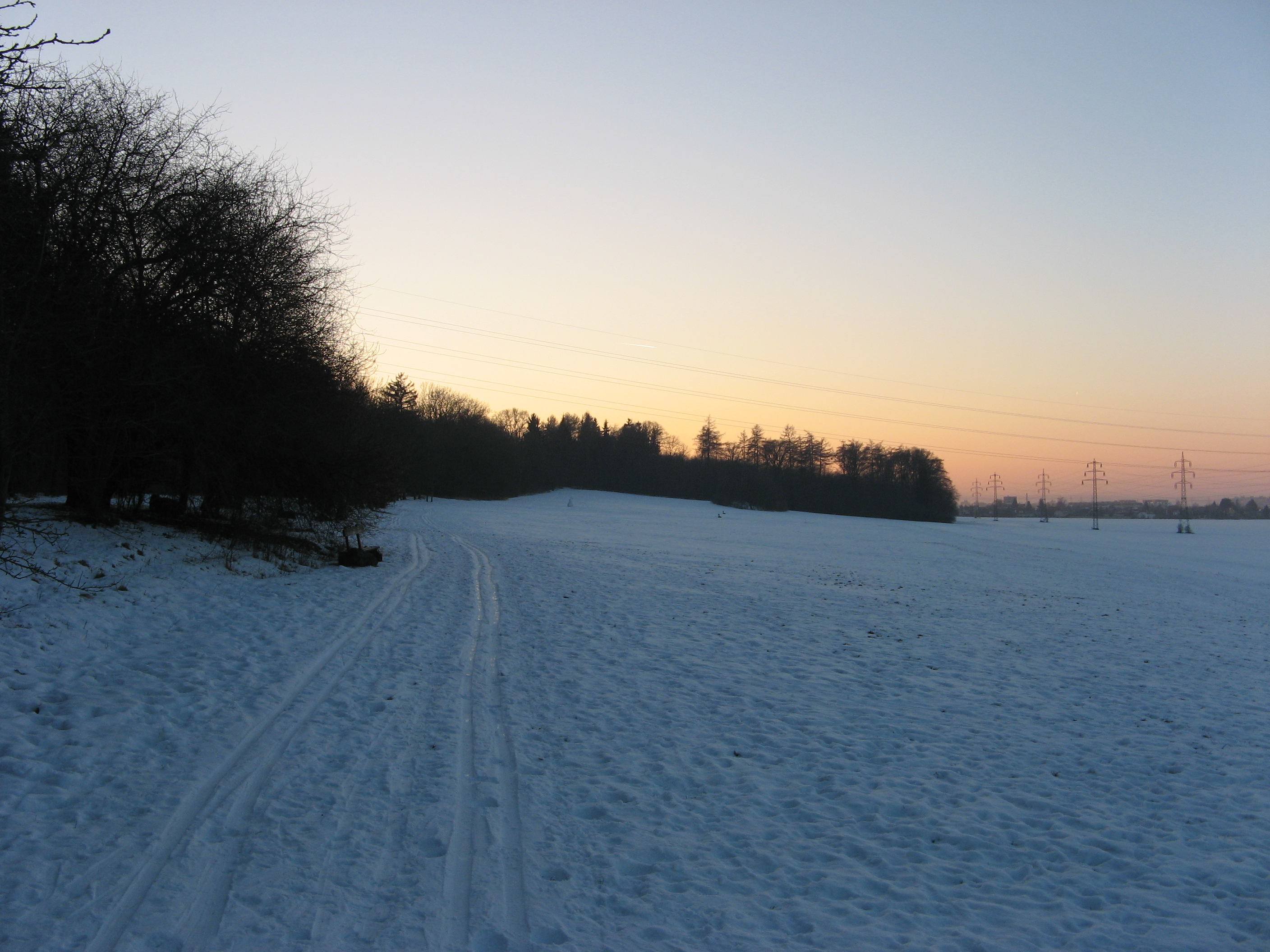
Lyžařské stopy pod Ďáblickým hájem
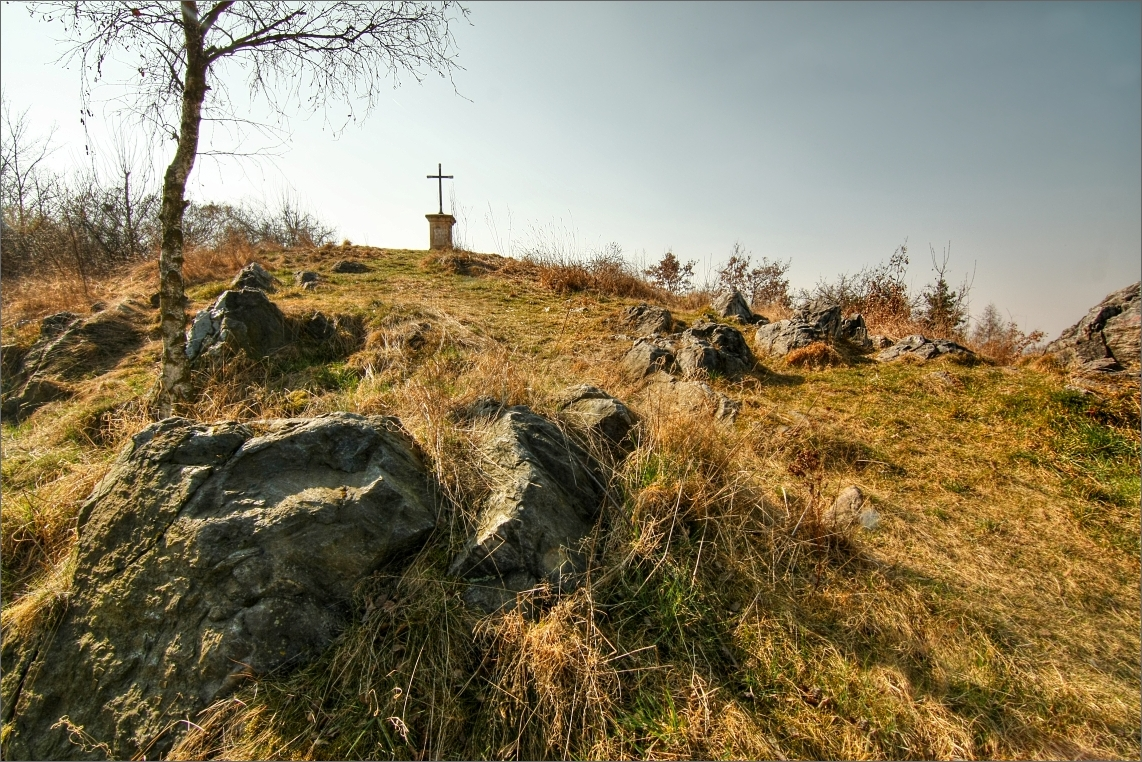
Buližníková skála poblíž hvězdárny Ďáblice
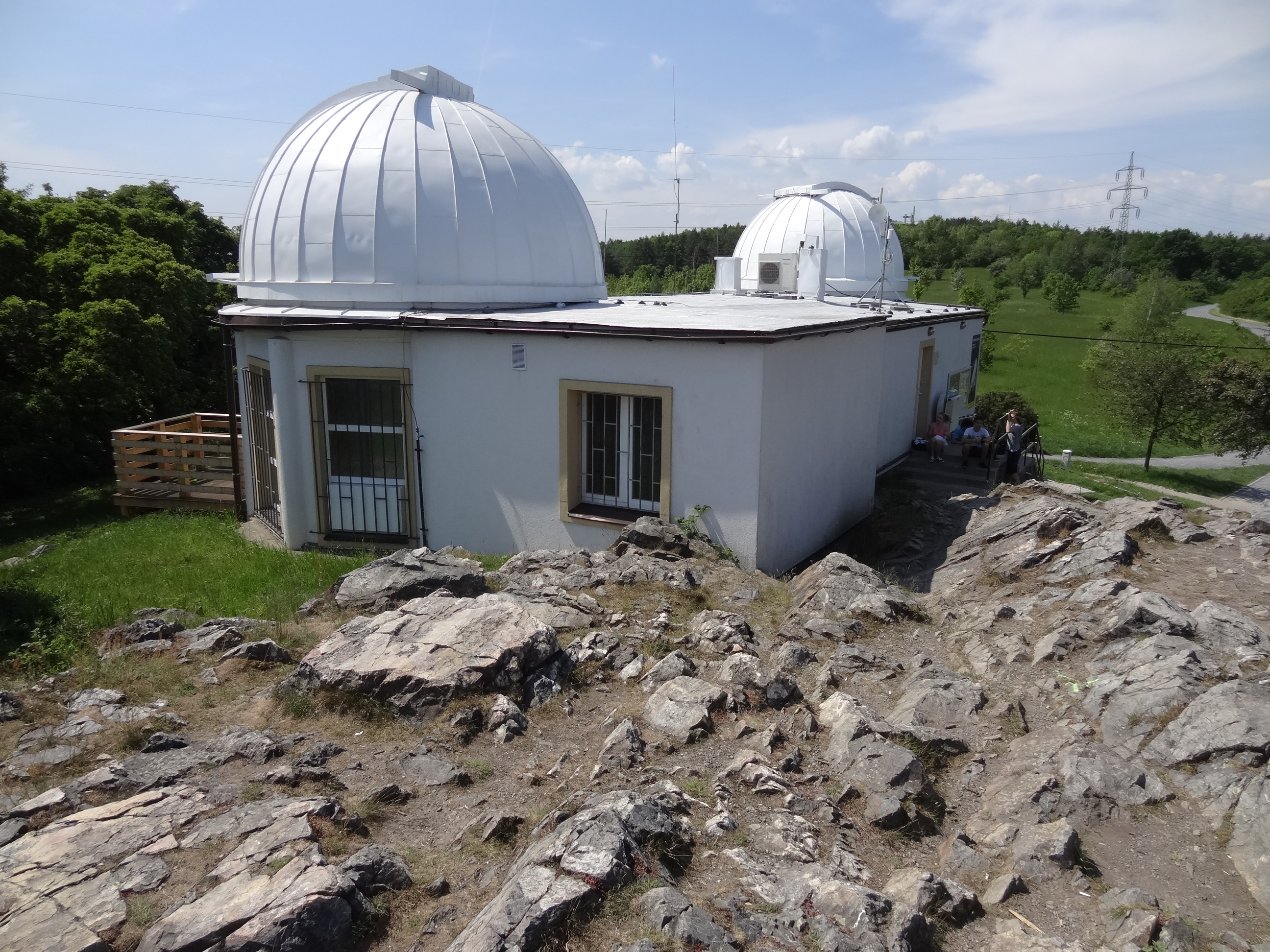
Ďáblická hvězdárna
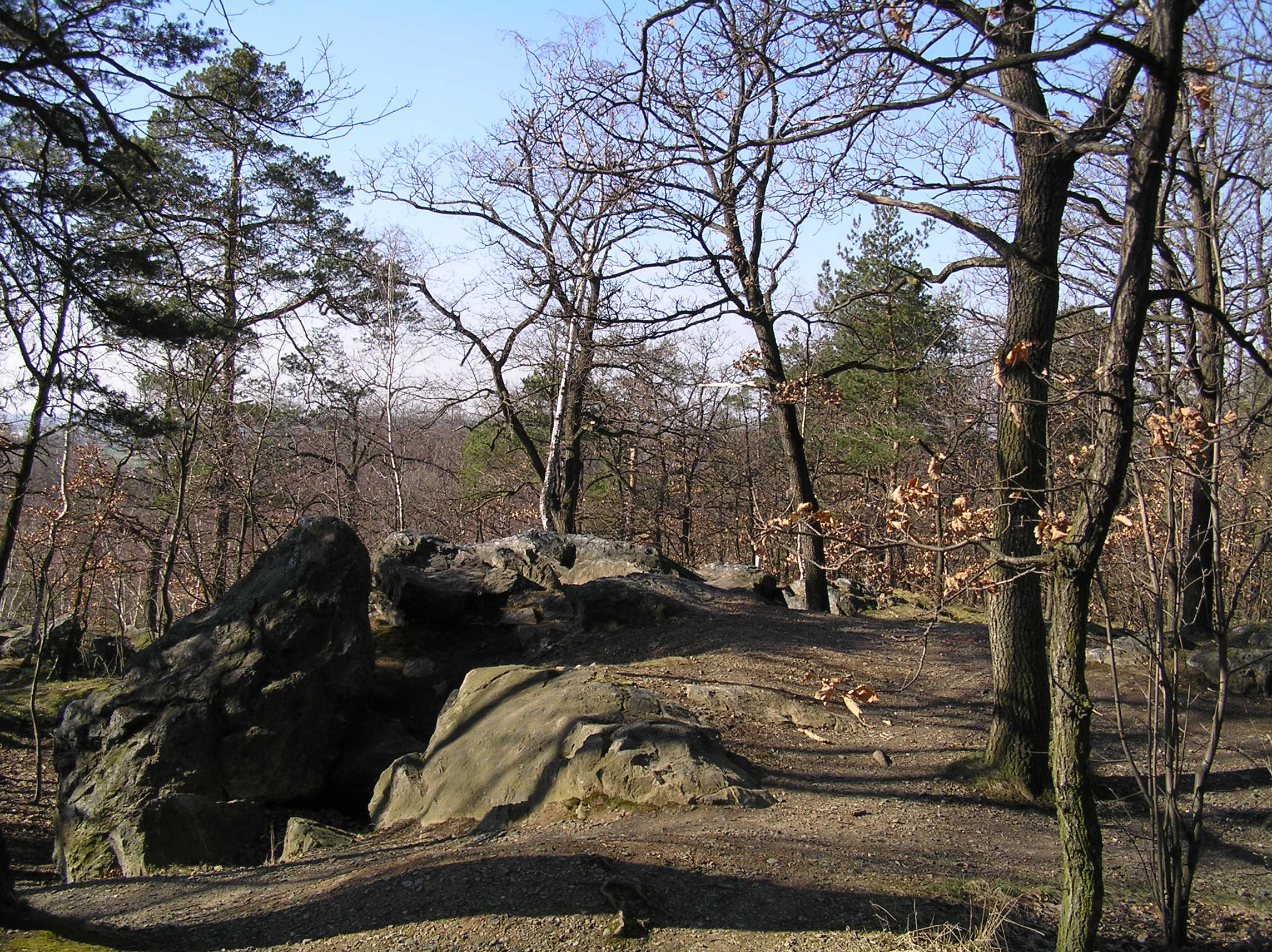
Ďáblický háj

### Přístupové cesty
Háj je velice dobře přístupný městskou hromadnou dopravou. Nejblíže parku se při jeho jihozápadním okraji nachází autobusová a tramvajová zastávka Vozovna Kobylisy (autobusové linky 145, 162, 169, 183, 370, 371, 372, 373, 374, tramvajové linky 17, 24). K jižnímu úpatí vrchu lze též dojít přes sídliště Ďáblice od stanice metra Ládví (vzdálenost přibližně 900 m).